# 세종대왕 나신 날
세종대왕 나신 날 또는 세종대왕탄신일은 세종대왕의 생일로 역산 그레고리력을 적용하여 5월 15일이다. 대한민국의 스승의 날의 날짜가 세종대왕의 생일에서 유래되었다. 2025년부터 대한민국의 기념일로 지정하는 안이 추진되고 있다.